# Bassville
Bassville – piąty solowy album polskiego kontrabasisty jazzowego Jacka Niedzieli.
Wszystkie utwory zostały wykonane na kontrabas solo.
Nagrania zarejestrowano 17 i 18 sierpnia 2004. CD wydany został 30 sierpnia 2005 przez BCD Records.
W 2005 album był nominowany do nagrody Fryderyka w kategorii 
jazzowy album roku.

## Muzycy
- Jacek Niedziela – kontrabas

## Lista utworów
| 1.  | "Raymondo Bassmondo" (Jacek Niedziela)                                             | 5:09  |
|     |                                                                                    |       |
| 2.  | "Do You Know What It Means to Miss New Orleans" (Eddie DeLange)                    | 6:34  |
|     |                                                                                    |       |
| 3.  | "Bésame mucho" (Consuelo Velázquez)                                                | 7:47  |
|     |                                                                                    |       |
| 4.  | "Variations On F. Chopins's Grande Valse Brillante E-flat major" (Jacek Niedziela) | 6:02  |
|     |                                                                                    |       |
| 5.  | "Tango 2004" (Jacek Niedziela)                                                     | 6:04  |
|     |                                                                                    |       |
| 6.  | "Night and Day" (Cole Porter)                                                      | 4:38  |
|     |                                                                                    |       |
| 7.  | "Capriccio No. 2" (Jacek Niedziela)                                                | 1:48  |
|     |                                                                                    |       |
| 8.  | "Moonlight Becomes You" (Jimmy Van Heusen)                                         | 5:22  |
|     |                                                                                    |       |
| 9.  | "And I Love Her" (John Lennon, Paul McCartney)                                     | 6:29  |
|     |                                                                                    |       |
| 10. | "Money Can’t Buy Me Love" (John Lennon, Paul McCartney)                            | 4:16  |
|     |                                                                                    |       |
|     |                                                                                    | 54:09 |
|     |                                                                                    |       |

## Informacje uzupełniające
- Producent – Jacek Niedziela
- Producent wykonawczy – Bożena Uryga
- Inżynier dźwięku – Krzysztof Orłowski
- Projekt okładki – Bartosz Sobieszczański